# آکواریوم (آلبوم آکوا)
آکواریوم (به انگلیسی: Aquarium) اولین آلبوم استدیویی گروه نروژی-دانمارکی آکوا است. این آلبوم حدود ۵۰ هفته در فهرست چارتهای موسیقی باقی ماند. فروش آلبوم آکوا در جهان تا سال ۲۰۰۰ به حدود ۱۴ میلیون نسخه رسید.